# Marc Freund
Marc Freund (* 1972 in Flensburg) ist ein deutscher Autor. Aufgewachsen in Osterholz an der Ostsee, veröffentlichte er 1989 seine erste Kurzgeschichte.

## Werke

### Hörspiele
Marc Freund begann seine Laufbahn als Hörspielautor für die Krimiserie Lady Bedfort des Hörspiellabels Hörplanet in Osnabrück. Im weiteren Verlauf erfolgte die Mitarbeit an vielen weiteren Hörspielproduktionen wie zum Beispiel Sherlock Holmes: Die neuen Fälle im Auftrag des Labels Romantruhe Audio. Ferner arbeitet Freund für die Reihen Professor van Dusen – die neuen Fälle (Maritim / Allscore Media, unter der Mitarbeit des Originalautors Michael Koser), Jules Verne: Die neuen Abenteuer des Phileas Fogg (Maritim), Geister-Schocker (Romantruhe Audio), Gespenster-Krimi (Audionarchie / Contendo Media), Pater Brown (Maritim), Edgar Wallace (Hörplanet), Charlie Chan (Allscore Media), Insel-Krimi (Contendo Media), MindNapping (Audionarchie) und Holy Horror (Holysoft). Sein erstes selbst inszeniertes Hörspiel Freifahrt erreichte im April 2012 beim Literaturwettbewerb des Timmendorfer Strandes unter 60 Einsendungen den 2. Platz.
Im März 2013 wurde seine Hörspielfassung von Agatha Christies Roman Karibische Affäre mehrfach an Berliner Theaterbühnen aufgeführt. Im September 2013 folgte seine Hörspielbearbeitung Das Gasthaus an der Themse, das zwei Monate später als Liveproduktion im Onlineportal Hauptstadtradio.berlin (Opus Bonum) gestreamt wurde.

### Reihe Dr. Cornelius Stahl – Mörderische Abgründe
Von 2010 bis 2018 schrieb Marc Freund exklusiv für den Roegelsnap-Verlag die Krimiserie Dr. Cornelius Stahl – Mörderische Abgründe. Die Geschichten rund um den verschrobenen Gerichtspsychologen erschienen als E-Book und Hörbuch.

### Ostsee-Kriminalromane 2013 bis 2019
Im März 2013 veröffentlichte Marc Freund seinen ersten Kriminalroman im Boyens-Verlag, Heide. Es folgten weitere Werke aus demselben Verlag.
- Das Haus am Abgrund (2013)
- Endstation Steilküste (2014)
- Knickgeflüster (2016)
- Mühlenmord (2017)
- Schattenstrand (2018)
- Wogen des Bösen (2019)

### Reihe Kommissare Gerret Kolbe & Rieke Voss
Im Jahr 2020 startete Marc Freund im Klarant-Verlag eine Krimi-Reihe mit den beiden Inselkommissaren Gerret Kolbe und Rieke Voss. Die Krimis spielen auf der ostfriesischen Insel Langeoog.
- Langeooger Schampus (2020)
- Langeooger Gier (2020)
- Langeooger Zwielicht (2021)
- Langeooger Mörder (2021)[3]
- Langeooger Blut (2021)
- Langeooger Rache (2022)
- Langeooger Leiche (2022)
- Langeooger Spuk (2023)
- Langeooger Juwelen (2024)
- Langeooger Geheimnisse (2024)

### Reihe Kommissare Wiebke Eden & Hinrich Mattern
Mit Spiekerooger Austern veröffentlichte Marc Freund im Jahr 2021 den ersten Kriminalroman mit den Kommissaren Wiebke Eden und Hinrich Mattern. Der Ostfrieslandkrimi spielt auf der westlich von der Insel Langeoog gelegenen Insel Spiekeroog. Die bisher vier publizierten Romane erschienen ebenfalls im Klarant-Verlag.
- Spiekerooger Austern (2021)
- Spiekerooger Abgründe (2021)
- Spiekerooger Falle (2022)
- Spiekerooger Rückkehr (2023)
- Spiekerooger Pavillon (2024)
- Spiekerooger Schatten (2025)

### Weitere Werke
Marc Freund ist (Mit-)Autor von verschiedenen Reihen, die vorwiegend als E-Books erschienen sind.
- Geisterjäger John Sinclair
- Dark Land
- Edgar Wallace – die neuen Fälle
- Sherlock Holmes – neue Fälle
- Oscar Wilde & Mycroft Holmes
- Jules Verne – Die neuen Abenteuer des Phileas Fogg
- Irene Adler – Sonderermittlerin der Krone
- Gespenster-Krimi
- Frankenstein und der Zirkel der Sieben
- Moriarty – Zwischen Genie und Verbrechen
- Die letzten Helden
- Midnight Tales – Angst um Mitternacht